# Vattenrovsländor
Vattenrovsländor (Osmylidae) är en familj i insektsordningen nätvingar som innehåller omkring 160 arter.
Vattenrovsländor är små till medelstora nätvingar med en vingbredd på upp till 30 millimeter, med genomskinliga eller fläckiga vingar. Flest arter finns i Sydostasien, men vattenrovsländor förekommer över större delen av världen, utom i Nordamerika. I Sverige finns bara en art ur denna familj, vattenmyrlejonslända, och namnet vattenmyrlejonsländor används också ofta om familjen.
De fullbildade insekterna, imago, är vanligen predatorer som tar små ryggradslösa djur, men livnär sig också på pollen. Larverna lever vanligen delvis i vattnet och delvis på land, i fuktiga miljöer längs strandkanten till vattendrag. Även larverna är predatorer som tar andra, mindre ryggradslösa djur, som fluglarver och mygglarver.